# 岩松ダム
岩松ダム（いわまつダム）は、北海道上川郡新得町、一級河川・十勝川本流上流部に作られたダムである。
北海道電力が管理する発電専用ダムで、高さ37.2メートルの重力式コンクリートダム。戦前日本発送電が十勝川水系の電源開発計画を進めるために建設された、十勝川本流最初にして十勝川水系における本格的なハイダムである。ダム下流において最大1万2,600キロワットの水力発電を行う。ダムによって形成された人造湖は岩松湖（いわまつこ）と命名された。

## 沿革

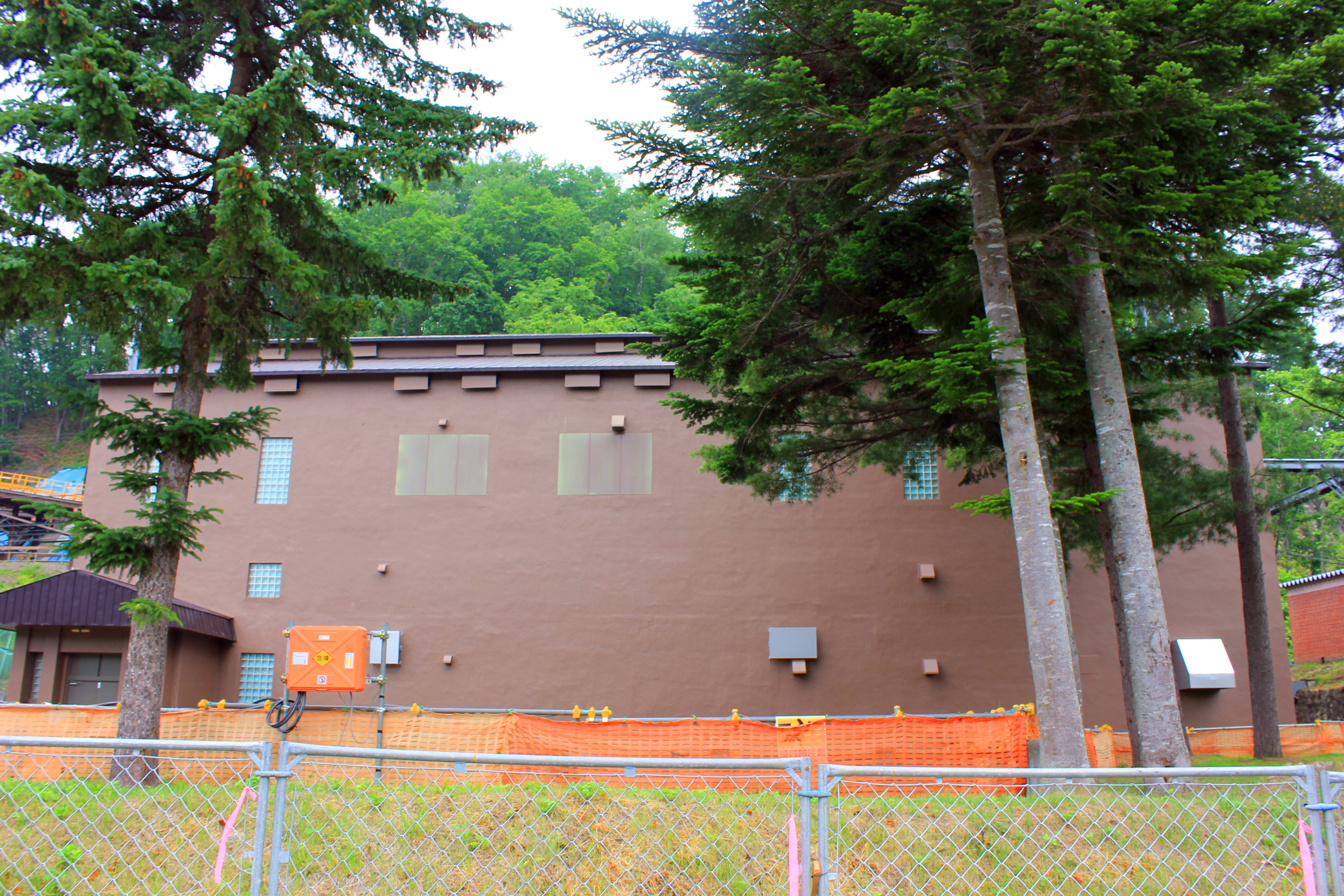
北海道電力岩松発電所。

1938年（昭和13年）4月の国家総動員法発令直後に電力統制のため日本発送電株式会社が発足し、北海道内での最初の発電所建設を行ったのが当所であった。このため全国から優秀な技術者が集められて建設に当たったが、当時の劣悪な作業環境により事故が多発して多くの人命（約80名）が失われ、初代所長が更迭されるなど憂慮された建設であった。また当初はドイツから発電機を輸入して総発電量33,000kwを計画していたが、両国とも戦時体制となって輸入できず、また水量計算の間違いも発覚したことから、能力を下げて国内メーカーの発電機を使用することとなった。戦後北海道電力に移管後はトムラウシの電源開発計画にしたがって1953年（昭和28年）から上流に設けられた全国でも最初の無人発電所である然別第一、然別第二や上岩松の親発電所として各発電所の遠隔制御を行っていたが、1978年（昭和53年）10月より当発電所自体も帯広電力所で制御されることになり、無人発電所となった。
ダム本体としては老朽化対策として、1970年（昭和45年）に本体コンクリート補修工事、1995年（平成7年）から1998年（平成10年）にかけて水門新替工事が行われている。
発電を主目的として建設されたダムだが、上流に十勝ダムがなかった頃は上流からの土砂の流入が激しく、昭和50年代末には湖の水量が1/3ほどになってしまい、発電量も70％ほどに落ちてしまった。そのため大規模な浚渫工事が行われ、発電量はなんとか回復したが、湖にいた魚にかなりの被害がおよび、昔は「ヤスで突くほどいた」というイトウの姿がほとんど見られなくなってしまった。
老朽化した岩松発電所の代替として北海道電力は新岩松発電所（1万6,000キロワット）の建設を推進し、2013年（平成25年）7月着工、2016年（平成28年）1月27日より運転を開始した。
2019年度に土木学会選奨土木遺産に認定された。

## 周辺
付近を通るメインルートは北海道道718号忠別清水線。ダムの近辺で分かれる道をさかのぼっていくとオソウシ温泉という一軒宿の温泉がある。